# Prilly
Prilly is een gemeente en plaats in het Zwitserse kanton Vaud en maakt sinds 1 januari 2008 deel uit van het Ouest lausannois. Voor 2008 maakte de gemeente deel uit van het district Lausanne. Prilly telt 10.653 inwoners.

## Geboren
- Catherine Colomb (1892-1965), schrijfster